# Sefer
Sefer (cyr. Сефер) – wieś w Serbii, w okręgu pczyńskim, w gminie Preševo. W 2002 roku liczyła 57 mieszkańców.